# Gorgonia flavescens
Gorgonia flavescens är en korallart som beskrevs av Kükenthal 1924. Gorgonia flavescens ingår i släktet Gorgonia och familjen Gorgoniidae. Inga underarter finns listade i Catalogue of Life.